# Ali Farka Touré
Ali Ibrahim „Farka” Touré (ur. 31 października 1939 w Kanau w regionie Timbuktu, zm. 7 marca 2006 w Bamako) – malijski wokalista i gitarzysta.
W 2003 został sklasyfikowany na 76. miejscu listy 100 najlepszych gitarzystów wszech czasów magazynu Rolling Stone.

## Dyskografia
- 1976 –  Ali Touré Farka
- 1976 – Spécial „Biennale du Mali”
- 1978 – Biennale
- 1979 – Ali Touré Farka
- 1980 – Ali Touré dit Farka
- 1984 – Ali Farka Touré (Red)
- 1988 – Ali Farka Touré (Green)
- 1989 – Ali Farka Touré
- 1990 – African Blues
- 1990 – The River
- 1993 – The Source (z Taj Mahalem)
- 1994 – Talking Timbuktu (z Ryem Cooderem)
- 1996 – Radio Mali (remasterowana kompilacja nagrań z lat 1975-1980)
- 1999 – Niafunké
- 2002 – Mississippi to Mali (z Coreyem Harrisem)
- 2004 – Red&Green (remasterowana kompilacja nagrań z lat 1984-1988)
- 2005 – In the Heart of the Moon (z Toumanim Diabaté i Ryem Cooderem)
- 2006 – Savane
- 2010 – Ali and Toumani (z Toumanim Diabaté)

## Odznaczenia
- 2006 Komandor Orderu Narodowego (Mali) – pośmiertnie[2]